# Fréquence Crime
Ne doit pas être confondu avec Fréquence meurtre.
Fréquence Crime (Murder Call) est une série télévisée australienne en 56 épisodes de 42 minutes, créée par Jennifer Rowe et Hal McElroy et diffusée entre le 11 août 1997 et le 9 octobre 2000 sur le réseau Nine Network.
En France, elle a été diffusée sur TMC, RTL9, Jimmy et Polar, en Belgique sur AB4, et au Québec à partir de janvier 2000 sur Séries+.

## Synopsis
Tessa Vance et Steve Hayden sont deux enquêteurs hors pair. Chargés de résoudre des affaires criminelles étranges et mystérieuses, cet improbable duo se complète parfaitement : tandis que Steve s’avère méthodique et implacable dans sa technique d’investigation, Tessa, elle, reste plus en retrait pour mettre à profit son intuition et son excellente capacité à cerner les éléments essentiels à la résolution d’une enquête. Malgré ces divergences, les enquêteurs sont très complices et enquêtent dans les milieux les plus divers. 

## Distribution
- Lucy Bell (VFB : Sandrine Versele) : détective Tessa Vance
- Peter Mochrie : détective Steve Hayden
- Geoff Morrell : Sergent Lance Fisk
- Glenda Linscott (en) : Dr Imogen « Tootsie » Soames
- Jennifer Kent : Dee Suzeraine
- Gary Day (en) : détective Inspecteur Malcolm Thorne

## Épisodes

### Première saison (1997)
1. Les Cendres (Ashes to Ashes)
2. Le Cadavre sur la plage (The Burial)
3. Le Chat et la souris (Cat and Mouse)
4. Propre à mourir (Dead Clean)
5. Qui a tué Robin Cochrane (Who Killed Cock Robin)
6. Clichés compromettants (Hot Shot)
7. Le Tueur du zoo (Black Friday)
8. Le Wagon de la mort (Last Stop)
9. Les Trois Sœurs (Something Wicked)
10. Apparences trompeuses (Drop Dead Gorgeous)
11. La Pie voleuse (Dead and Gone)
12. La Rançon du péché (Wages of Sin)
13. Œil pour œil (An Eye for An Eye)
14. Le Prix du péché (Blood Heat)
15. Descente aux enfers (Fall from Grace)
16. Jamais deux sans trois (Heartstopper)

### Deuxième saison (1998)
1. Mortel défi (Dared to Death)
2. Une voix d’outre-tombe  (Many Unhappy Returns)
3. Docteur jouvence (Skin Deep)
4. Charme fatal (Fatal Charm)
5. Court circuit (Short Circuit)
6. Une situation délicate (Cold Comfort)
7. Meurtre à l'envers (Murder in Reverse)
8. Autopsie d'un meurtre (More Than Meets the Eye)
9. Chute Fatale (Dead Fall)
10. Course contre la montre, partie 1 (Deadline)
11. Course contre la montre, partie 2 (Deadline)
12. Une flèche pour deux (Something Fishy)
13. Des robes à mourir (A Dress to Die For)
14. Meurtre au menu (Menu for Murder)
15. Meurtre au bout du fil (Cry Wolf)
16. Fantasme (A View to a Kill)
17. Carton rouge (Blowing the Whistle)
18. L'Instrument de mort (Instrument of Death)
19. Fouilles macabres (Bone Dead)
20. Méli-mélo macabre (Mix 'n' Match)

### Troisième saison (1999-2000)
1. Le Trophée (Dead Offerings)
2. Copies conformes (Evil Chances)
3. La Célébration de la souffrance (Tongue Tied)
4. La Ballade du pendu (Dying Day)
5. Un témoin gênant (Death in the Family)
6. Meurtre avec signature (Death Down Market)
7. En plein cœur (A Blow to the Heart)
8. De l'argent sale (Bad Business)
9. Peur chagrin (Hide & Seek)
10. Bon baiser de l'au-delà (Booming Business)
11. Une mort à petit feu (Cut and Dried)
12. Un poignard dans la nuit (A Stab in the Dark)
13. L'Assassin ne partage pas (Paid in Full)
14. Le Linceul (Grave Matters)
15. Dernier acte (Last Act)
16. Comédie macabre (Scent of Evil)
17. Pour l'amour de l'art (Still Life)
18. L'assassin a les mains sales (Absent Friends)
19. L'Assassin fantôme (House of Spirits)
20. Parfum de mort (Done to Death)